# Пророщування насіння

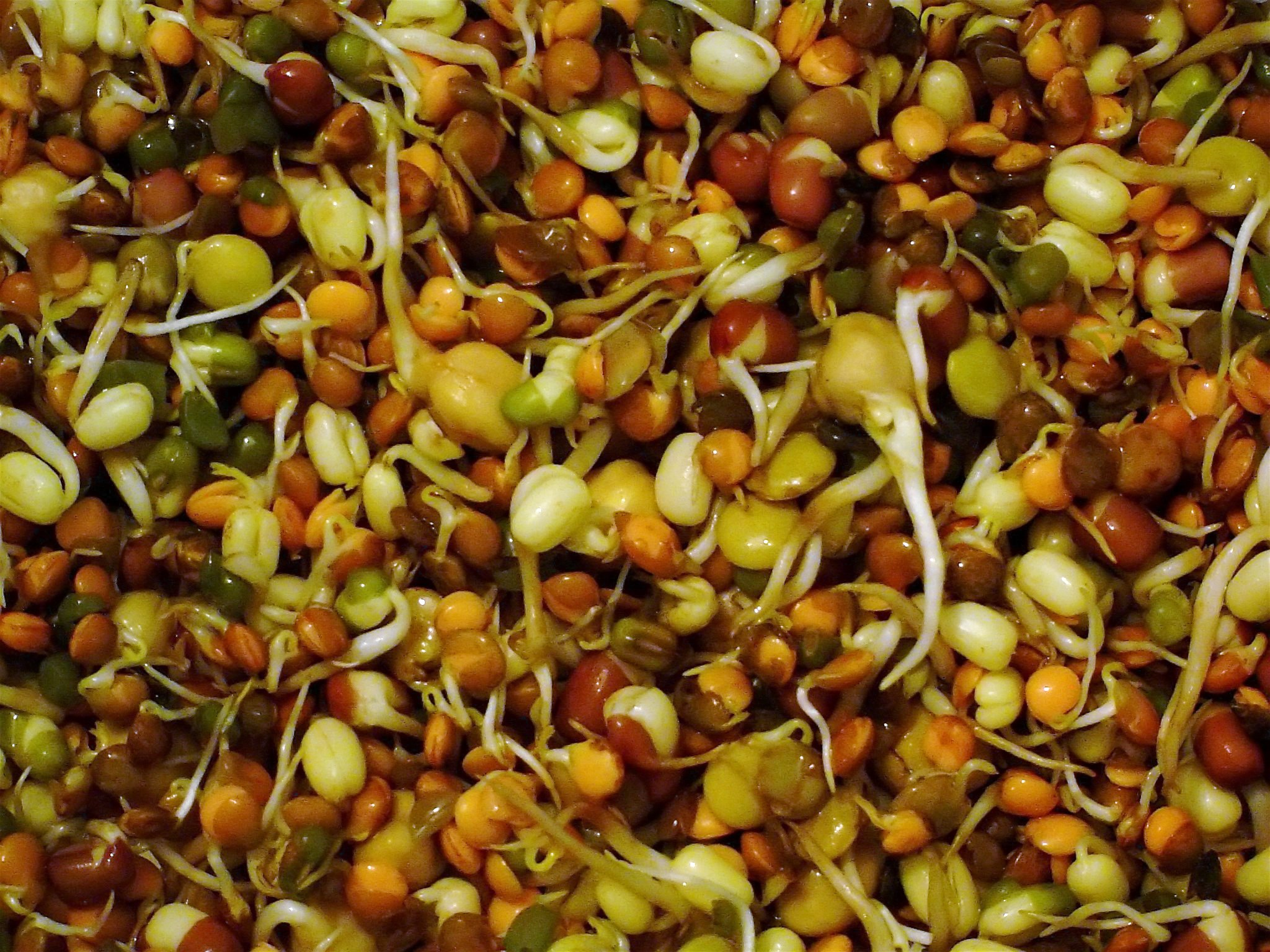
Паростки різних видів бобових.

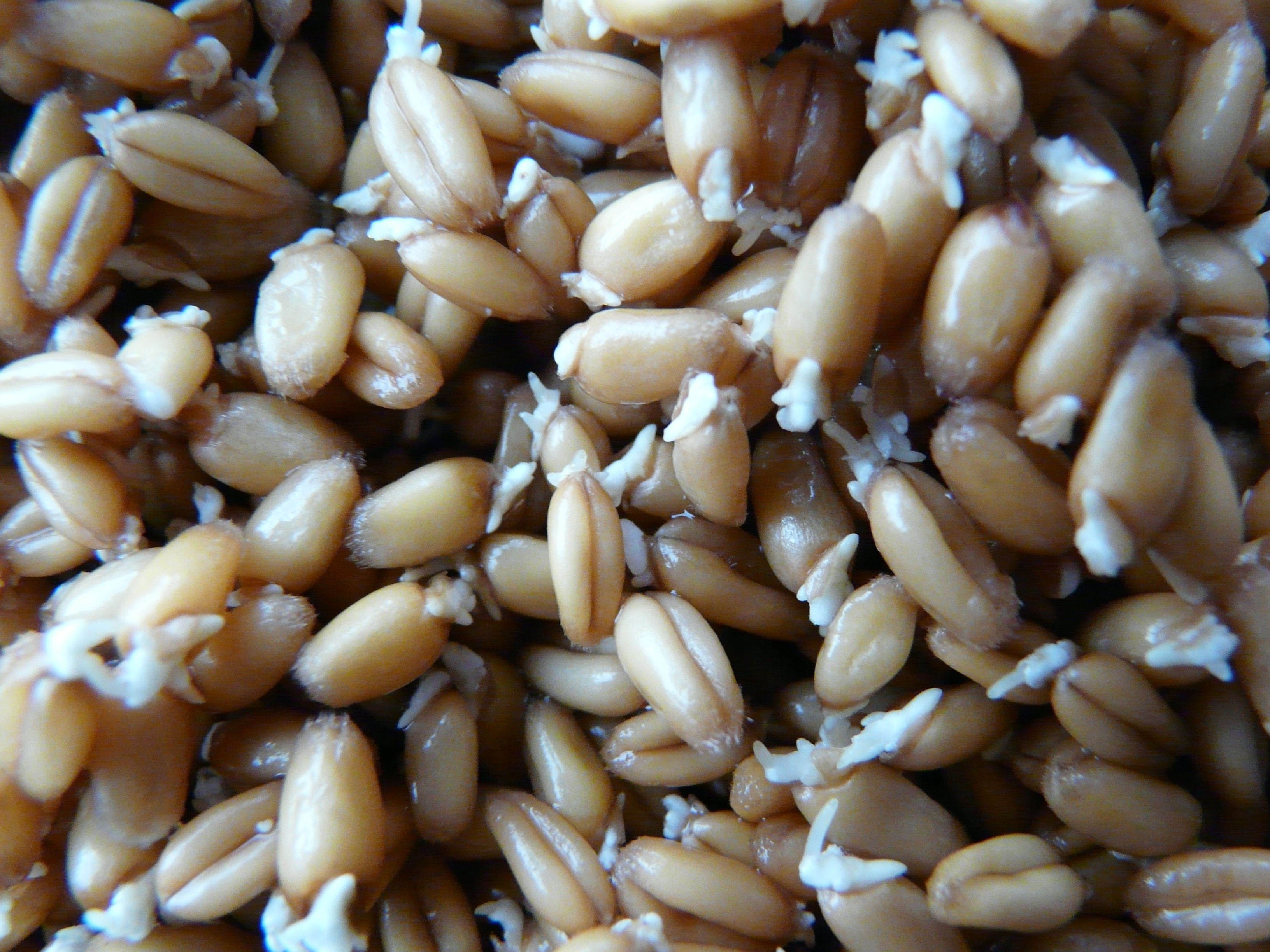
Паростки пшениці.

Пророщування насіння — процес, що починається із замочування насіння, зливання води, регулярного промивання насіння, поки воно не проросте (тобто, у насінин повинні з'явитися проростки).
Метою пророщення насінь може бути :
- одержання проростків (паростків) деяких видів рослин, які можуть уживатися як овочі в їжу як людиною, так і тваринами й мають високу харчову цінність. Вони активно використовуються, зокрема, у східноазійській кухні (особливо китайській, у якій вирощуються протягом близько 3000 років) і прихильниками сироїдіння.
- приготування солоду (наприклад, для виробництва пива та спиртних напоїв)
- наступна посадка в землю з метою вирощування рослини.